# Statonia
Statonia è stata una città etrusca dell'Etruria meridionale, la cui localizzazione è incerta e dibattuta.

## Storia
Ricordata da Strabone e Vitruvio come grande città dell'entroterra etrusco, è anche citata da Seneca e da Plinio il Vecchio in riferimento a un lacus Statoniensis, individuato da alcuni studiosi come il lago di Bolsena, ipotesi rifiutata, oppure come il lago di Mezzano, in territorio di Valentano.

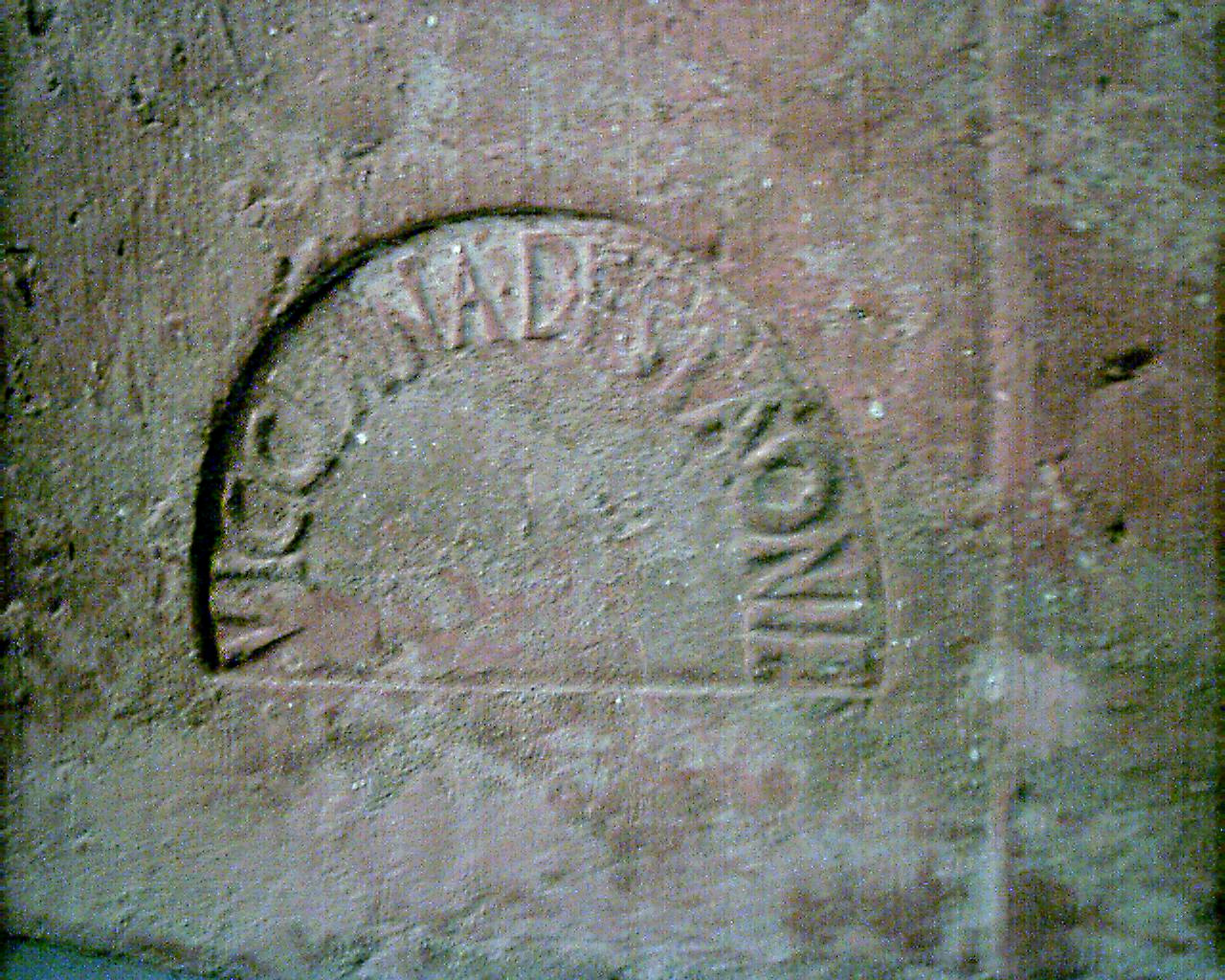
Bollo tegola VICCIANA. DF. STATONIE. sepolcreto comune romano del liberto Satrino, strada staz. di Poggio Sommavilla, conservata nel Comune di Collevecchio

Sul sito della perduta Statonia è stato molto dibattuto e non è possibile trovare una soluzione definitiva. Tra i siti individuati si ricordano Ischia di Castro, Farnese, Pitigliano e Bomarzo. Un'ipotesi che ha trovato particolare seguito è quella che vede sorgere Statonia sul ripiano tufaceo delle Sparne, nella valle del Fiora a sud-ovest di Pitigliano, nella provincia di Grosseto, dove è stato ritrovato un insediamento (Poggio Buco) che fu florido nel VII secolo a.C., con cinta muraria in opus quadratum di circa 3 km.
Il ritrovamento di un epitaffio di un magistrato statoniense – «C. Anicius L. filius [---]acus IlIIvir Staton(iensium)» – nella necropoli bomarzese della Selva di Malano, ha portato alcuni studiosi a spostare la localizzazione della città nella località di Piammiano, identificando il lacus con il lago Vadimone nella Valle del Tevere tra Bassano in Teverina e Orte .
È stato rinvenuto un Bollo su una tegola romana, "VICCIANA. DF. STATONIE." nel sepolcreto comune romano del liberto Satrino, nell'Area archeologica di Poggio Sommavilla, nella Valle del Tevere, conservata nel Comune di Collevecchio.